# Нелидов, Дмитрий Дмитриевич
Дмитрий Дмитриевич Нелидов (28 апреля 1881 — 4 июня 1959, Нью-Йорк) — русский военнослужащий, капитан 2-го ранга (1914), известный своим участием в Гражданской войне.

## Биография
Происходил из древнего дворянского рода. Окончил в 1901 году Морской кадетский корпус, в 1906 году Минный офицерский класс.

Д. Д. Нелидов был тогда единственным русским офицером, награждённым двумя медалями «За спасение погибавших» — серебряной (1910 г.), ещё в бытность гардемарином, и золотой (1911 г.), когда бросился в Неву во время ледохода и спас утопающего.— Широкорад А. Б. Великая речная война. 1918–1920 годы. — М.: Вече, 2006. — 416 с. — ISBN 5–9533–1465–5.
В начале Первой мировой войны был старшим офицером учебного судна «Верный»; в 1915 году стал командующим Рижской военной флотилией. После Октябрьской революции был назначен командующим красной Чудской флотилией.
Узнав о начале формирования антибольшевистских сил на северо-западе, Д. Д. Нелидов решил перейти на сторону белых. Некоторые историки считают, что это решение было связано также с доносом, написанным на него Яном Фабрициусом. В этом доносе командование Чудской флотилии обвинялось в сотрудничестве с немцами. Из бесед с командой Нелидов узнал о сочувственном отношении матросов к такому переходу, и 28 октября собранная в Раскопеле флотилия неожиданно снялась с якоря. Командир одного из пароходов воспротивился решению командующего флотилией и даже распорядился обстрелять уходившие суда. Не считая нужным приводить его к повиновению и вести в занятый белыми частями Псков убеждённых коммунистов, Нелидов ушёл с тремя судами и спустя сутки прибыл в Псков, поступив в распоряжение командования Северным корпусом.
После поражения Н. Н. Юденича пробрался на Чёрное море, где во время Крымской эвакуации командовал транспортом «Шилка», с которым в составе Русской эскадры ушёл в Бизерту.
В эмиграции до декабря 1943 года находился в Польше, после чего вместе с семьёй был принудительно вывезен в Германию. С мая 1951 года проживал в США.
Скончался в Нью-Йорке в 1959 году. Похоронен на кладбище Новодивеевского монастыря.